# Челънджър (бронепалубен крайцер)
Челънджър (на английски: HMS Challendger) е бронепалубен крайцер от 2-ри ранг, на Британския Кралски флот, главен кораб на едноименната серия крайцери, който е построен в началото на 20 век.

## История на службата
Службата на крайцера официално започва на 30 май 1904 г. Малко след това е изпратен в Австралийската станция. На 10 октомври 1912 г. крайцерът е изведен в резерва. След началото на Първата световна война „Челънджър“ е върнат на активна служба и е включен в състава на 9-та ескадра крайцери, действаща в западно-африкански води. По-късно крайцерът е преведен в източно-африкански води.
През 1920 г. крайцерът е продаден за скрап.